# Katten Fritz
Katten Fritz (originaltitel Fritz the Cat), är en amerikansk tecknad långfilm från 1972 av Ralph Bakshi, baserad på den tecknade serien Fritz the Cat av Robert Crumb. Det var den första tecknade filmen som blev barnförbjuden ("X-rated") i USA.
1974 kom uppföljaren The Nine Lives of Fritz the Cat.
Filmen handlar om Katten Fritz som söker mening i tillvaron i 60-talets politiskt och etniskt polariserade USA. Det är den hittills största ekonomiska framgången för en tecknad independent film.

## Handling
Student/poeten Fritz i form av en katt, som efter en orgie i sex och droger blir jagad av två grisar till poliser. Under jakten gömmer sig Fritz i en synagoga där rabbinerna börjar jubla när de får veta att Israel ska få mer vapen av USA. Fritz hamnar i Harlem bland de coola svarta kråkorna. Han möter där Duke, som han tillsammans med stjäl en bil och träffar senare knarklangaren Bertha som han blir attraherad av och har sex med. Mitt under sexakten kommer Fritz på vad han måste göra för att få folk att öppna ögonen. Då springer Fritz ut på Harlems gator och uppmanar till revolution mot storföretagen och staten. Två poliser känner sig inklämda i folkmassan och börjar skjuta, och träffar Duke. Detta leder till upplopp. Fritz flyr sedan med sin flickvän Winston, en räv, mot San Francisco.
Fritz lämnar Winston på vägen och börjar umgås med nazistiska motorcykelknutten kaninen Blue och dennes flickvän, kossan Harriet och två revolutionärer som planerar att spränga ett kraftverk. Harriet blir misshandlad av Blue och våldtagen av de två revolutionärerna och Fritz skadas då han försöker ta bort sprängämnet från kraftverket. Han hamnar på ett sjukhus i Los Angeles och när alla tror att han ska dö vaknar han plötsligt upp och har ytterligare en sexorgie i sjukhussängen.